# Берто, Элен
Элен Берто, урождённая Жозефина Шарлотта Элен Пилат (фр. Hélène Bertaux, née Joséphine Charlotte Hélène Pilate; 4 июля 1825, Париж — 20 апреля 1909, Сен-Мишель-де-Шавень) — французский скульптор. Известна также как Мадам Леон Берто (по имени мужа). Добившись широкого признания, выступала за права женщин получать образование и участвовать в выставках и конкурсах наряду с мужчинами.

## Биография и творчество
Элен Пилат родилась в 1825 году в Париже. С двенадцати лет обучалась у своего отчима, скульптора Пьера Эбера, после чего продолжила обучение у Огюста Дюмона, лауреата Римской премии 1823 года. Долгое время Элен выполняла заказы на скульптурные композиции для часов: подобные украшения в то время были в моде. Благодаря покровительству Виктора Пайяра она познакомилась со многими выдающимися скульпторами своего времени: Жан-Жаком Прадье, Антуаном-Луи Бари, Альбером-Эрнестом Каррьер-Беллёзом, Огюстом Прео. Элен также была знакома с императором Наполеоном III, императрицей Евгенией и с принцессой Матильдой Бонапарт.

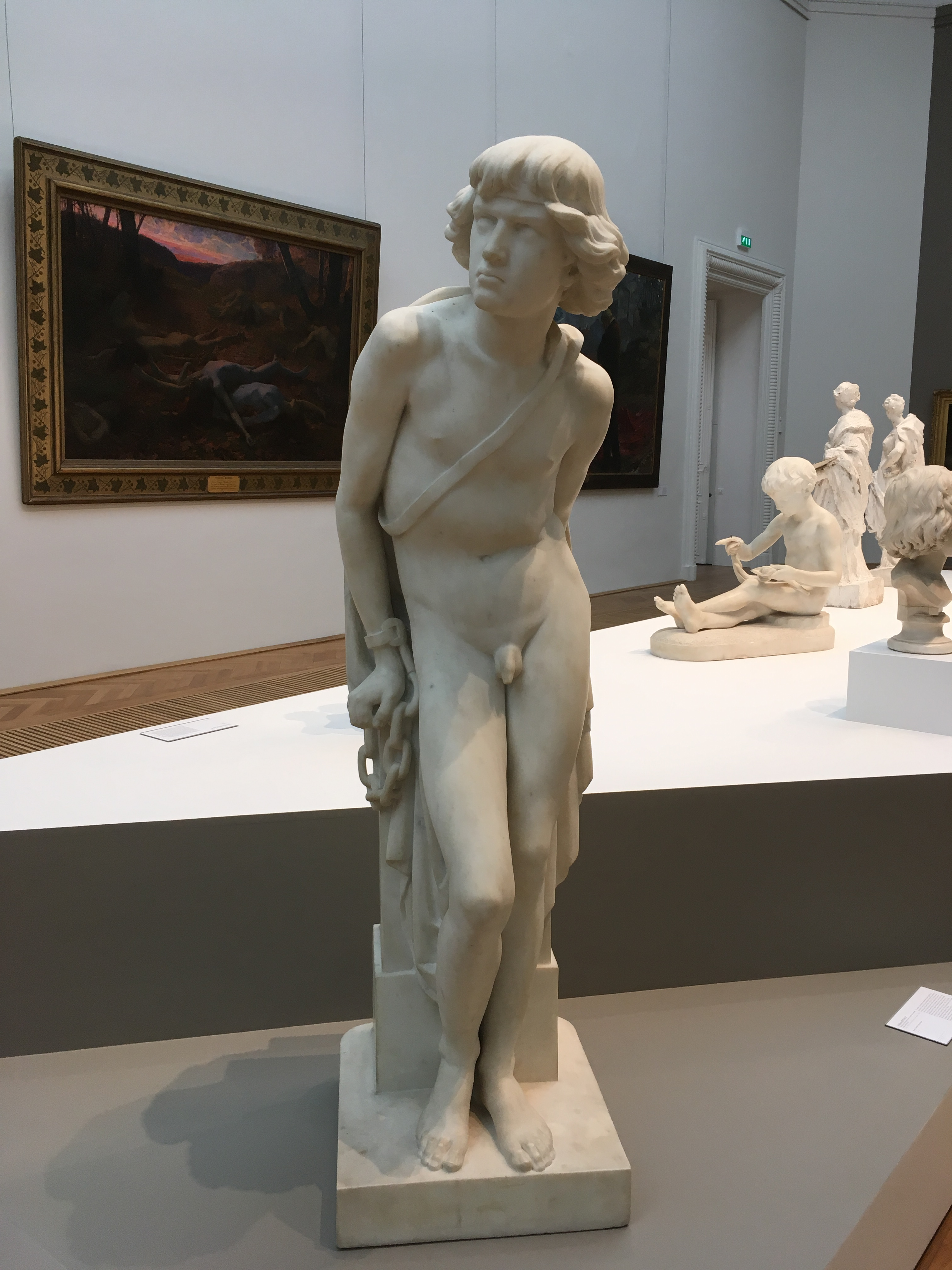
Пленный галл. Мрамор, 1867. Музей изящных искусств Нанта

В 1854 году Элен рассталась со своим первым мужем и вышла замуж за скульптора Леона Берто. В 1858 году супруги поселились на Монмартре. Элен смело бралась за работы большого формата на религиозные и мифологические темы. В 1863 году она выставила в Салоне большой бронзовый горельеф «Успение Девы Марии». В следующем году её «Пленный галл» получил в Салоне медаль первого класса. Эта скульптура примечательна тем, что является, вероятно, одним из первых скульптурных изображений мужского тела, созданных женщиной. В 1870-е годы Элен Пилат выполняет многочисленные заказы: фонтан для города Амьена, два барельефа для внешней отделки Лувра, три фигуры для неоготической церкви Сен-Лоран в Париже, два бюста для оперы Гарнье и скульптурная аллегория для фасада Музея изящных искусств в Гренобле.

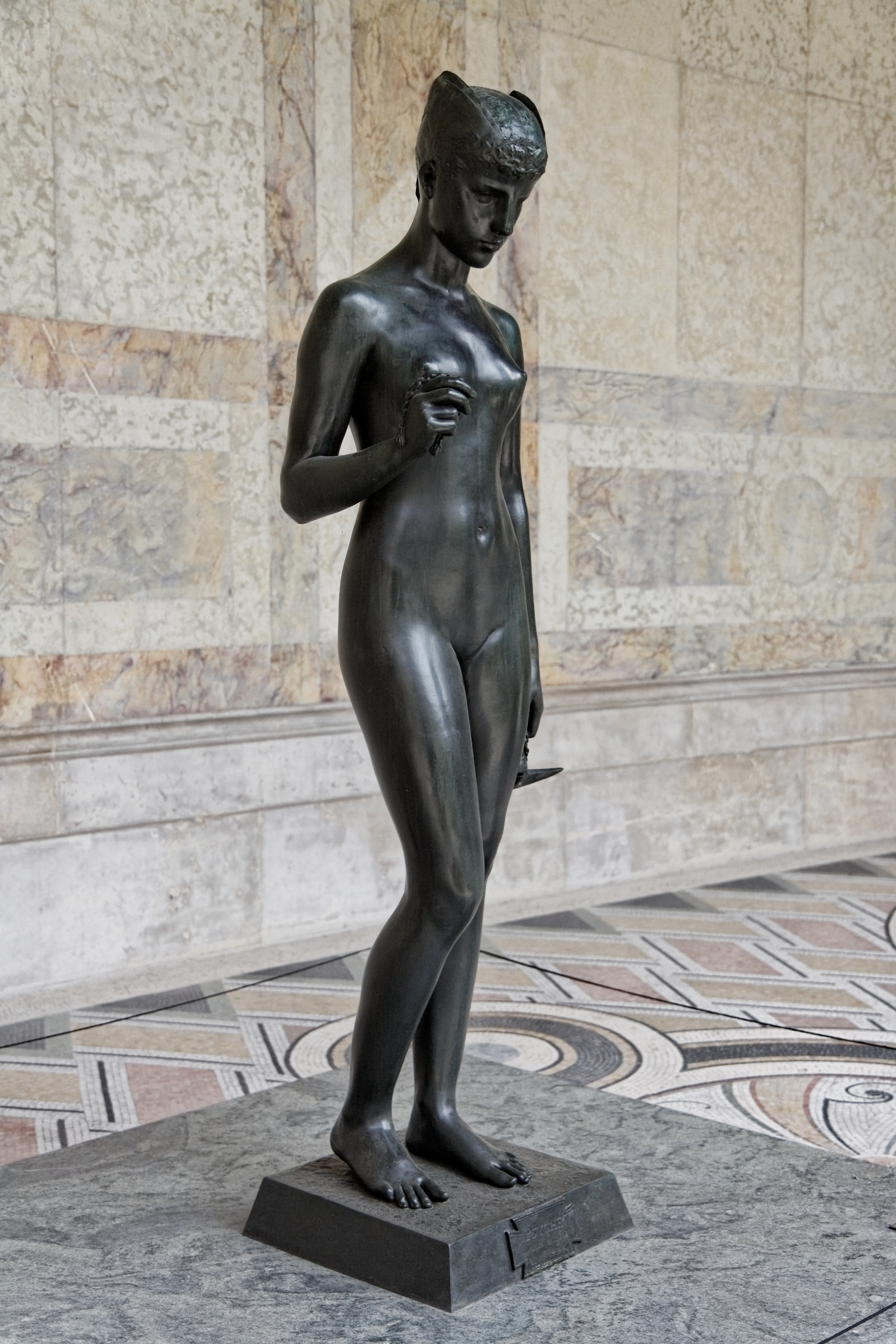
Психея. Бронза, 1901. Малый дворец

В годы Парижской коммуны Элен покинула Париж. Вернувшись в столицу в 1873 году, она выставила в Салоне «Купающуюся девушку», которая завоевала медаль первого класса и была приобретена Министерством народного просвещения. В 1889 году Берто получила золотую медаль на Всемирной выставке 1889 года за свою «Психею», а в 1893 году приняла участие во Всемирной выставке в Чикаго.
Добившись успеха и официального признания, Элен Берто выступала за равноправие мужчин и женщин в сфере искусства. В 1873 году она создала первые курсы скульптуры для женщин, а в 1879 году открыла собственную школу. В 1881 году, при поддержке своего мужа, она основала Общество женщин — художников и скульпторов, целью которого было обеспечить женщинам доступ к образованию и возможность участвовать в выставках. В 1897 году ей, совместно с Виржини Демон-Бретон, удалось добиться права женщин на обучение в Школе изящных искусств. Затем она выступила с требованием предоставить женщинам право участвовать в конкурсе на Римскую премию, что в итоге было осуществлено в 1903 году. В 1890 и в 1892 годах Берто выдвигала свою кандидатуру в Институт Франции, но безуспешно, несмотря на её награды (в том числе Орден Академических пальм) и заслуги.
В 1897 году Элен Берто завершила свою карьеру. Последние двенадцать лет жизни она жила в небольшой коммуне Сен-Мишель-де-Шавень, где и умерла 20 апреля 1909 года.